# Robert Hayles
Pour les articles homonymes, voir Hayles.
Robert Hayles (né le 21 janvier 1973 à Portsmouth) est un coureur cycliste britannique, spécialiste de la piste. Il a notamment été champion du monde de la poursuite par équipes et de l'américaine en 2005, et médaillé olympique dans ces disciplines en 2004.
Sélectionné pour les Championnats du monde de cyclisme sur piste 2008, il est déclaré inapte et interdit de compétition à la suite d'un test sanguin.

## Biographie
Robert Hayles a été pro durant deux ans chez Cofidis où il a secondé David Millar avant d'être suspendu pour dopage au même titre que Millar.

## Palmarès sur piste

### Jeux olympiques
- Atlanta 1996
  - 10e de la poursuite par équipes
- Sydney 2000
  -  Médaillé de bronze de la poursuite par équipes (avec Paul Manning, Chris Newton, Bradley Wiggins, Bryan Steel et Jon Clay)
  - 4e de l'américaine
  - 4e de la poursuite
- Athènes 2004
  -  Médaillé d'argent de la poursuite par équipes (avec Steve Cummings, Paul Manning, Bradley Wiggins)
  -  Médaillé de bronze de l'américaine (avec Bradley Wiggins)
  - 4e de la poursuite

### Championnats du monde
- Manchester 2000
  -  Médaillé de bronze en poursuite individuelle
  -  Médaillé d'argent en poursuite par équipes
- Stuttgart 2003
  -  Médaillé d'argent en poursuite par équipes (avec Bryan Steel, Paul Manning, Bradley Wiggins)
- Melbourne 2004
  -  Médaillé d'argent en poursuite individuelle
  -  Médaillé d'argent en poursuite par équipes (avec Bryan Steel, Paul Manning, Chris Newton)
- Los Angeles 2005
  -  Champion du monde de poursuite par équipes (avec Steve Cummings, Paul Manning, Chris Newton)
  -  Champion du monde de l'américaine (avec Mark Cavendish)
- Bordeaux 2006
  -  Médaillé d'argent en poursuite par équipes (avec Geraint Thomas, Paul Manning, Steve Cummings)

### Coupe du monde
- 1988
  - 2e de la course aux points à Berlin
- 2004
  - 1er de la poursuite par équipes à Manchester (avec Paul Manning, Bryan Steel et Chris Newton)
  - 1er de la poursuite par équipes à Sydney
  - 3e du scratch à Manchester
- 2008-2009
  - 1er de la poursuite par équipes à Manchester
  - 2e de l'américaine à Pékin

### Jeux du Commonwealth
- 1994
  -  Médaillé d'argent en poursuite par équipes (avec Chris Newton, Bryan Steel et Tony Doyle)
- 1998
  -  Médaillé d'argent en poursuite par équipes (avec Colin Sturgess, Matthew Illingworth, Bradley Wiggins et Jon Clay)
- Melbourne 2006
  -  Médaillé d'or en poursuite par équipes (avec Steve Cummings, Paul Manning, Chris Newton)
  -  Médaillé d'argent en poursuite individuelle

### Championnats nationaux
| - 1993 - Champion de Grande-Bretagne du kilomètre - 2e du championnat de Grande-Bretagne de poursuite par équipes - 1994 - Champion de Grande-Bretagne de l'américaine - Champion de Grande-Bretagne du kilomètre - 2e du championnat de Grande-Bretagne de poursuite par équipes - 1995 - Champion de Grande-Bretagne de l'américaine - Champion de Grande-Bretagne de l'omnium - 2e du championnat de Grande-Bretagne du kilomètre - 3e du championnat de Grande-Bretagne de poursuite - 1996 - Champion de Grande-Bretagne de course aux points - Champion de Grande-Bretagne de l'omnium - 2e du championnat de Grande-Bretagne de poursuite - 3e du championnat de Grande-Bretagne du kilomètre - 1997 - Champion de Grande-Bretagne de poursuite - Champion de Grande-Bretagne de course aux points - Champion de Grande-Bretagne de l'américaine - 1998 - Champion de Grande-Bretagne de poursuite - Champion de Grande-Bretagne de poursuite par équipes - Champion de Grande-Bretagne de course aux points - Champion de Grande-Bretagne de l'américaine | - 1999 - Champion de Grande-Bretagne de poursuite - Champion de Grande-Bretagne de course aux points - Champion de Grande-Bretagne de l'américaine - 2000 - Champion de Grande-Bretagne de poursuite - 2001 - Champion de Grande-Bretagne de course aux points - 2e du championnat de Grande-Bretagne de poursuite - 2003 - 3e du championnat de Grande-Bretagne de poursuite - 2004 - 2e du championnat de Grande-Bretagne de poursuite - 2e du championnat de Grande-Bretagne de poursuite par équipes - 2005 - 2e du championnat de Grande-Bretagne de poursuite - 2006 - 2e du championnat de Grande-Bretagne du kilomètre - 2008 - 2e du championnat de Grande-Bretagne de poursuite |  |

## Palmarès sur route

### Par années
| - 1995 - 1re (contre-la-montre) et 4e étapes du Tour du Lancashire - 1996 - 7e étape du Tour de Langkawi - 3e étape du Tour du Lancashire - 1997 - Girvan Three Day : - Classement générak - 1re, 2e et 4e étapes - Jack Granger Memorial - Silver Spoon Two Day : - Classement général - 3e étape - Grand Prix of Essex - 1998 - 2e étape des Girvan Three Day - 3e étape du Tour du Lancashire - 1999 - 2e et 3e étapes de la Cinturón a Mallorca - 7ea étape du Prudential Tour | - 2000 - 8e étape du Circuit des Mines - 2001 - East Dorset Road Race - 2e du championnat de Grande-Bretagne sur route - 2004 - 7e étape du Tour de Normandie - 2005 - Champion de Grande-Bretagne du contre-la-montre par équipes - Eddie Soens Memorial - 2e de la Perfs Pedal Race - 2006 - Beverley Grand Prix - 2008 - Champion de Grande-Bretagne sur route - 1re étape de la Chas Messenger Stage Race (contre-la-montre) - Beaumont Trophy - Tour of Pendle - 2e du Beverley Grand Prix |  |

### Classements mondiaux
| Année           | 2005 | 2006 | 2007 | 2008 | 2009  |
| --------------- | ---- | ---- | ---- | ---- | ----- |
| UCI Asia Tour   | 146e |      |      |      |       |
| UCI Europe Tour |      |      |      | 247e | 1119e |